# Markus Baumeister
Markus Baumeister (* 24. Mai 1975 in Altötting) ist ein deutsch-schweizerischer Schauspieler im Bühnen- und Filmbereich.

## Werdegang
Nach Abitur und abgeschlossener Schreinerlehre in Eggenfelden begann Markus Baumeister, Sohn des Bildhauers Willi Baumeister (1927–1997) und dessen Frau Elisabeth, seine Schauspielausbildung zunächst am Max-Reinhardt-Seminar in Wien (1996–1997) und studierte dann von 1998 bis 2002 an der Hochschule für Schauspielkunst „Ernst Busch“ Berlin.
Er besitzt die deutsche und die schweizerische Staatsbürgerschaft.
Während seiner Ausbildung spielte er 2000/01 am Hans Otto Theater in Potsdam den Rosenkranz in Shakespeares Hamlet. 2001 nahm er an der ersten Sommer-Akademie für bairisches Volksschauspiel in München teil. Unter anderem mit Dozenten wie Monika Baumgartner, den Well-Brüdern von der Biermösl Blosn und Michael Lerchenberg. Dabei wurde er von Franz Xaver Bogner entdeckt und für die Fernsehserie München 7 engagiert.
Von 2002 bis 2004 war er Ensemblemitglied am Staatstheater in Mainz, 2005 arbeitete er u. a. am Theater in Oberhausen, sowie 2006 bis 2007 im Ensemble am Staatstheater Augsburg. Daneben vernachlässigte er auch nie die Film- und Fernseharbeit.
Einem breiten Publikum bekannt wurde er in der ZDF-Telenovela Wege zum Glück  durch die Rolle des Henning Reichenbach, die er bis November 2008 verkörperte.
Von 2008 bis 2010 spielte er als Gast am Bayerischen Staatsschauspiel.

## Filmografie (Auswahl)
- 2000: Nackte Tatsachen
- 2003–2005: München 7
- 2004: Zeit der Fische
- 2005: Komödienstadel – Der Prämienstier
- 2006: Die Hölle von Verdun
- 2006: Komödienstadel – Der Fischerkrieg vom Chiemsee
- 2007: Komödienstadel – Links, Rechts, Gradaus
- 2007–2008: Wege zum Glück
- 2009: Komödienstadel – Endstation Drachenloch
- 2009: Komödienstadel – Die Doktorfalle
- 2010: Komödienstadel – Das Kreuz mit den Schwestern
- 2010: Die Rosenheim-Cops – Ex und Hopps
- 2011: Komödienstadel – Herz ist Gold
- 2011: SOKO 5113 – Eine Geistergeschichte
- 2012: Hubert und Staller – Der Tote aus der Klatschspalte
- 2012: SOKO 5113 – Carmen
- 2012: Aktenzeichen XY
- 2013: Eyjafjallajökull – Der unaussprechliche Vulkanfilm
- 2013: Die Rosenheim-Cops – Tod beim Gaupreisplatteln
- 2014: Lena Lorenz – Willkommen im Leben
- 2014: SOKO 5113
- 2014: Weißblaue Geschichten
- 2014: ZDFzeit – Mit Jubel in die Hölle
- 2015: SOKO Kitzbühel
- 2015: Komödienstadel – Agent Alois
- 2016: Der Läufer
- 2016: Weißblaue Wintergeschichten
- 2017: Komödienstadel – Der Cowboy von Haxlfing
- 2018: Watzmann ermittelt – Familienbande
- 2019: Die Rosenheim-Cops – Eine geliebte Schwester
- 2021: Frühling – Schmetterlingsnebel
- 2022: Frühling  – Handvoll Zeit
- 2021–2023: Dahoam is Dahoam
- 2025: Aktenzeichen XY

## Theater (Auswahl)
Staatstheater Mainz
- Laufzeit.Brunstzeit (Abano As)
- Der Revisor (Bobtschinski)
- Don Juan (Don Alonso)
- Der Sturm (Ferdinand)
- Die Nacht singt ihre Lieder (Der junge Mann)
- Der Zauberberg (Hans Castorp)

Theater Oberhausen
- Pünktchen und Anton (Anton)

Hans Otto Theater Potsdam
- Hamlet (Rosenkranz)

Staatstheater Augsburg
- Vermummte (Khaled)
- Dantons Tod (Camille)
- Vernetzt Denken (Franz)
- Jesus Christ Superstar (Thomas)

Residenztheater München
- Die Verschwörung des Fiesco zu Genua (Calcagno)

Luisenburg-Festspiele Wunsiedel
- Der Holledauer Schimmel (Thomas)
- Blues Brothers (Cop)

Theaterlust München
- Willkommen in deinem Leben (Charlie Cox)

Theater an der Rott
- Der verkaufte Großvater (Lois)
- Die Möwe (Trigorin)
- Der varreckte Hof (Rupert)
- Eine Sommernacht (Bob)
- Nora oder ein Puppenheim (Torvald Helmer)
- Kasimir und Karoline (Kasimir)
- Heilige Nacht (Lesung)

Lustspielhaus München
- Der varreckte Hof (Günter)

Prinzregententheater
- Der zerbrochene Krug (Ruprecht)

Bayerische Staatsoper
- Die Zauberflöte (Vierter Priester, Erster Sklave)

## Rundfunk
- 2001: Hörspiel „Menschen getroffen“; Deutschlandradio (Regie: Kerstin Hensel)